# بني قترة (المخادر)

تعديل مصدري - تعديل

بني قترة هي إحدى قرى عزلة الصفي بمديرية المخادر التابعة لمحافظة إب، بلغ تعداد سكانها 354 نسمة حسب تعداد اليمن لعام 2004.